# Ariane Sherine

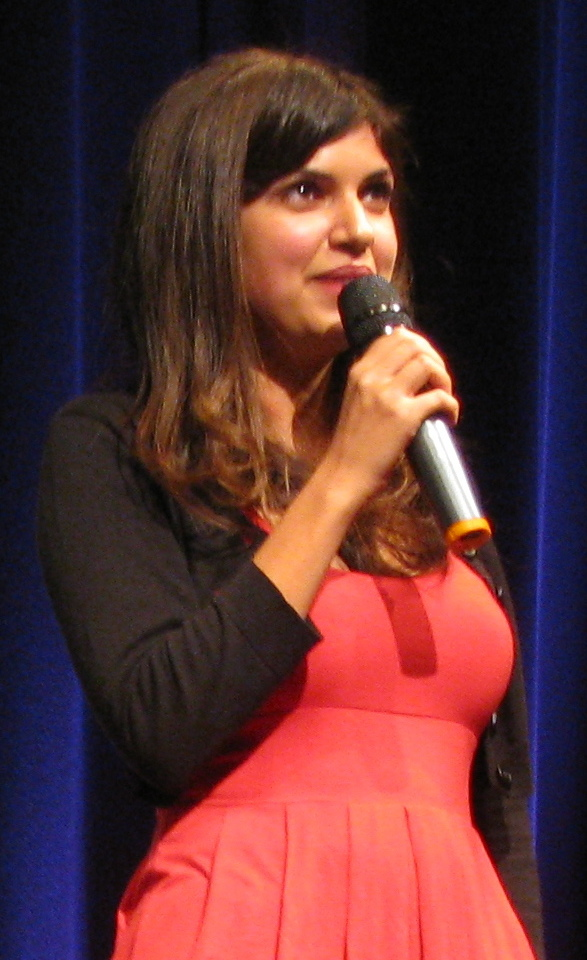
Ariane Sherine (2009)

Ariane Sherine (* 3. Juli 1980 in London) ist eine britische Journalistin und Autorin. Bekanntheit erlangte sie durch ihre religionskritische Atheist Bus Campaign.

## Leben
Sherine wurde christlich erzogen; ihr Vater steht dem Unitarismus nahe, die Familie mütterlicherseits dem Zoroastrismus und den Parsen; beide Elternteile praktizieren jedoch nicht. 2001 begann sie journalistisch tätig zu werden, indem sie Musikalben für die Zeitschrift New Musical Express besprach und bald zweitplatzierte bei einem Talentpreis der BBC für Serienautoren wurde (2002).  Darüber hinaus schreibt sie regelmäßig für The Guardian und war auch für die Sunday Times und The Independent tätig. Sie betätigte sich in der Folge als Autorin für komödiantische Serien im britischen Fernsehen, so auch für die BBC-Serien My Family und Two Pints of Lager and a Packet of Crisps, auch war sie für die Quizshow Countdown bei Channel 4 tätig, in der sie 2003 selbst auftrat. Außerdem schrieb sie Episoden verschiedener Sendungen auf CBBC und CITV, darunter The Story of Tracy Beaker, The New Worst Witch und Space Pirates, bevor sie sich Anfang 2008 wieder dem Journalismus zuwandte.

## Engagement

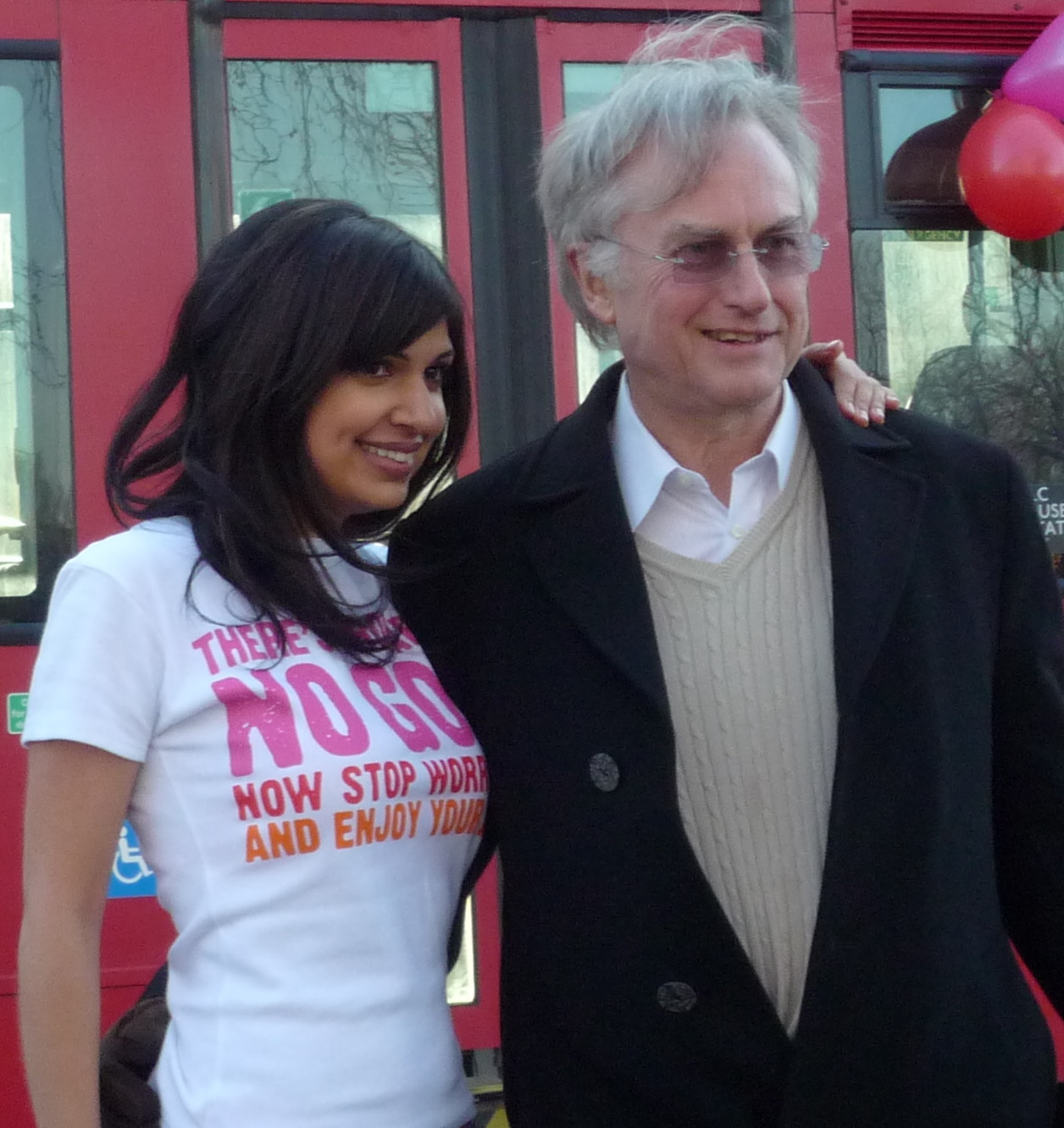
Sherine und Richard Dawkins beim Start der Atheist Bus Campaign (2008)

Sherine startete die Atheist Bus Campaign als Antwort auf eine evangelikale christliche Buswerbung, die auf eine Webpräsenz verwies, auf der Ungläubigen die „Ewigkeit in den Qualen der Hölle“ und ein „Verbrennen in einem See aus Feuer“ prophezeit wurde. Sie wurde 2009 für den Preis Secularist of the Year (The Irwin Prize) nominiert, den die National Secular Society vergibt. Sherine war für die erste Ausstrahlung des nichtreligiösen Pendants zur BBC-Sendung Thought for the Day verantwortlich, die auf BBC Radio 4 im Januar 2009 ausgestrahlt wurde.